# Paul Hunter (sznúkerjátékos)
Paul Alan Hunter (1978. október 14. – 2006. október 9.) angol profi snookerjátékos volt. A média hamar megkedvelte és ismertté tette mint a posztó Beckham-je (Beckham of the Baize), utalva hasonló arcvonásaikra.

## Életrajza
Hunter a St Andrews Általános Iskolában, ezt követően a Cardinal Heenan Középiskolában tanult, Leedsben. A barátok és a család bátorítására sok időt töltött snookerrel, míg 12 éves korára egy kiemelkedő tehetséggé vált. Jimmy Michie és Joe Johnson, korábbi profi snookerjátékosok segítségével a leedsi ifjú 1995. júliusában bemutatkozott a profik között, amikor is még csak 16 éves volt.

### Magánélete
Hunter és Lindsey Fell, 2004 nyarán házasodtak össze Jamaicán. 2005. december 26-án megszületett egyetlen közös gyermekük, egy kislány, Evie Rose.

## Karrierje kezdeti évei (1995 - 2000)
Négy hónappal bemutatkozása után óriási szenzációt keltett azzal, hogy az Egyesült Királyság Bajnokságán az első fordulóban 9-4-re megverte a világranglista 6. helyezettjét, Alan McManust. Teljesítményét tovább folytatta azzal, hogy az 1996-os Welsh Openen bejutott a legjobb 4 közé, ezzel ő lett a legfiatalabb játékos, aki ranglista versenyen elődöntőt játszott.
Szintén 1996-ban, az Egyesült Királyság Bajnokságán egészen a negyeddöntőig jutott, ahol a későbbi győztes Stephen Hendry állította meg. Teljesítményével elismerést szerzett magának és felajánlottak számára egy szabadkártyát az 1997-es Masters tornára.
1998 meghozta számára az első tornagyőzelmet. A Welsh Open során nem kevesebb, mint hét játékos legyőzése vezetett a végső sikerhez. A Welsh Open döntőjét megnyerte, John Higginst győzte le 9-5-re a 19 éves Hunter. A döntő során három százas break-et lökött (108, 116, 127). Ezt követően a UK Chamionship-en eljutott az elődöntőig és az év végén a szakma újságírói neki ítélték az Év Fiatal Játékosa címet.
Hunter első fellépésére a Crucible Színházban az 1999-es világbajnokság során került sor. Az első fordulóban a későbbi győztes Stephen Hendry 10-8-ra legyőzte őt. Addigi teljesítménye az 1999-2000-es világranglista 12. helyére sorolta, ezzel a következő szezon minden ranglista versenyén automatikusan a főtáblára került.
A kissé gyengébben sikerült 1999-2000-es évadot követően a 14. helyen kezdte a következő évadot. Itt azonban bebizonyította, hogy igazi profi játékossá érett, azáltal, hogy hat versenyen is legalább a negyeddöntőig jutott.

## A Masters bajnoka (2001 - 2004)
| Szezon  | Helyezés |
| ------- | -------- |
| 1996-97 | 76.      |
| 1997-98 | 43.      |
| 1998-99 | 24.      |
| 1999-00 | 12.      |
| 2000-01 | 14.      |
| 2001-02 | 9.       |
| 2002-03 | 9.       |
| 2003-04 | 8.       |
| 2004-05 | 4.       |
| 2005-06 | 5.       |

A 2001-es Benson & Hedges Masters tornán Hunter a 16 között legyőzte közeli barátját, a címvédő Matthew Stevenst 6-5-re. Ezt követően Peter Ebdon és Stephen Hendry legyőzése után a döntőben Fergal O'Brien várt rá. 7-4-es hátrányban hat frame alatt négy százas break-et lökve megfordította a mérkőzést és 10-9-re megnyerte azt.
Tizenkét hónap múlva, 2002-ben megvédte címét, de nem izgalommentes út vezetett addig. Miután Stephen Lee fölött aratott 6-3-as győzelme a nyolc közé juttatta, Hunter döntő frame-es mérkőzésen győzte le Peter Ebdont, valamint Alan McManust. A döntőben egy emlékezetes csatában 5-0-s hátrányból fordítva 10-9-re győzte le Mark Williamst. Ezzel ő lett a harmadik olyan játékos Cliff Thorburn és Stephen Hendry után, aki Masters bajnoki címét meg tudta védeni.
Hunter számára remekül kezdődött az év, hiszen két héttel korábban megszerezte második Welsh Open bajnoki címét, legyőzve Ken Dohertyt, akitől az előző évi döntőben vereséget szenvedett. Két hónappal később a világbajnokságon ugyan kiesett az első fordulóban, négy év alatt harmadszor, a 23 éves játékos mégis egy sikeres szezont zárhatott.
Sikeres szereplése a 2002-es British Open-en folytatódott, ahol harmadik ranglista-győzelmét aratta a döntőben Ian McCulloch ellen elért 9-4-es győzelme során. A sorozatban harmadik Masters-címét ugyan nem sikerült begyűjtenie 2003-ban, miután a későbbi győztes Mark Williams 6-3-ra legyőzte őt, így is az elődöntőig jutott.
Legjobb szezonja után, ahol szinte minden versenyen jelentős eredményt ért el, itt volt az ideje, hogy a legnagyobb tornán is jól szerepeljen. A 2003-as Embassy Világbajnokságon Allister Carter 10-5-ös, Matthew Stevens 13-6-os és a címvédő Peter Ebdon 13-12-es legyőzésével már az elődöntőben találta magát. Itt 15-9-es előnyre tett szert Ken Doherty ellen. Doherty azonban megfordította a mérkőzést, az utolsó kilenc frame-ből nyolcat megnyert, megakadályozva Hunter első Crucible-döntőjét.
A 2002-2003-as idénye volt a legkiegyensúlyozottabb, nyert egy tornát, valamint további négy elődöntőt, illetve három negyeddöntőt játszott. Ezzel a világ nyolc legjobb játékosa közé került a 2003-2004-es világranglista alapján.
2003-2004-ben, egy újabb sikeres szezon legnagyobb teljesítménye, hogy ismét megnyerte a Masters-t, négy év alatt harmadszor, ezt a döntőt is 10-9-re nyerve. A 2004-es döntő volt talán a legdrámaibb a három közül. Végig Ronnie O’Sullivan volt előnyben, 9-9-nél érte őt utol Hunter, hogy aztán behúzza az utolsó frame-et is. 2-0, 6-1, 7-2, 8-6 és 9-7 is állt az eredményjelzőn, végül az utolsó három frame-et megnyerve megszerezte hatodik bajnoki címét. A mérkőzés során öt százas break-et lökött Hunter.
Hunternek nem sikerült megakadályoznia Jimmy White-ot, hogy 12 év után ismét ranglista versenyt nyerjen, bár úgy tűnt, a szinte védjegyévé váló hátrányból való fordítás ezúttal is benne volt a játékban. A közönségkedvenc White 8-5-ös vezetése után 8-7-re sikerült felzárkóznia, a következő frame azonban White győzelmét eredményezte. Hunter nem aratott győzelmet az asztalnál, de az az alázat és szeretet, amit a mérkőzés után gyerekkora hőse felé tanúsított, megmutatta a sport iránti feddhetetlen szeretetét, amit egész karrierje alatt megosztott az ellenfeleivel játék közben, vagy után.
A szezon zárását a 2004-es Embassy Világbajnokság 2. fordulójában Matthew Stevens-től elszenvedett 13-12-es vereség jelentette. Vereségére nagylelkűen reagált, a mérkőzés végén megölelte közeli barátját.
Hunter a következő szezonban nem tudta megközelíteni előző évi teljesítményét. A 2004-es Grand Prix-n elődöntőig jutott, ahol kikapott Ronnie O’Sullivan-től és ez volt az utolsó alkalom, amikor ranglista versenyen a 4 közé tudott jutni. 2005 tavaszán a China Open-en még negyeddöntőt játszott, néhány nappal azután, hogy felfedezék rákos betegségét. A 2004-2005-ös szezonban 4. helyen állt a világranglistán, ez karrierje legjobb helyezése.

## Ezt követő évek és a betegség (2005 - 2006)
2005. április 6-án Hunter bejelentette, hogy rosszindulatú neuroendokrin daganatokat diagnosztizáltak nála. A World Professional Billiards and Snooker Association egy szóvivőjének elmondása szerint Paul a gyógyulása érdekében kezeléseknek veti alá magát. Szeretné megnyugtatni a rajongóit és támogatóit, hogy ahogy a snookerkarrieréhez, a betegsége elleni küzdelemhez is ugyanolyan állhatatosan és pozitívan áll hozzá.
A következő szezon kezdetén visszatért az asztal mellé, de a Grand Prix 1. fordulójában kikapott Rory McLeodtól. Visszatérése előtt mindössze két héttel kezdett el edzeni és a mérkőzés előtt három nappal indulása még nem volt biztos.
Hunter kemoterápiát kapott és a kezelések kezdetétől küzdött formája visszanyeréséért. A 2005-2006-os szezonban mindössze egy mérkőzést tudott nyerni. A UK Championship-en Jamie Burnett-et győzte le 8-6-os hátrányból fordítva 9-8 arányban. A mérkőzés 6 óra 26 percig tartott.
A 2006-2007-es szezonra kikerült a legjobb 32 közül, miután a világbajnokságon 10-5-re kikapott Neil Robertsontól.
Teljesítményére magyarázatot adhatnak a kezelések és a gyakori fájdalmak, melyek a betegségével jártak. 2006 július 27-én a WPBSA megerősítette, hogy egy szavazást követően módosítanák a szabályzatot, ami engedélyezné Hunter számára, hogy kihagyja a teljes 2006-2007-es szezont, de megmaradna 34. ranglista helyezése. Szándékában állt ugyanis a teljes évet a rák kezelésének szentelni.

## Halála és hagyatéka
Paul Hunter 2006. október 9-én – öt nappal 28. születésnapja előtt – hunyt el a Kirkwood Hospice-ban, Huddersfieldben. 2006. október 19-én helyezték örök nyugalomra.
A snooker szövetség elnöke, Sir Rodney Walker szavai szerint: "Biztos vagyok benne, hogy mindenki, aki találkozott Paul-lal, akárcsak rengeteg rajongója és a sportnyilvánosság egésze csatlakozik hozzám, amikor legőszintébb együttérzésemet fejezem ki Lindsey-nek, Paul szüleinek, családjának és barátainak. Paul egy olyan ember volt, akinek mindene megvolt – egy kiemelkedő tehetség, hírnév, gazdagság és egy gyönyörű feleség. Ez megmutatja nekünk, hogy milyen gyorsan meg tud változni az élet. Szörnyű csapás ez a snookernek, de még inkább a családjának, akikkel gondolatban együtt vagyunk." Stephen Hendry az alábbiakat mondta: "Teljesen lesújtott a hír. Volt egy fiatal családja és egy fantasztikus jövő állt előtte. Ez mindenki legrosszabb rémálma, mindent más távlatokba helyez."
John Parrott, az 1991-es világbajnok és a BBC TV snooker csapatának tagja: "Nagy veszteség a sportnak, de sokkal fontosabb az, hogy mekkora veszteség a családjának. Paul mindig mosollyal az arcán játszott. Derűs, pezsgő személyiség volt, soha nem hallottam panaszkodni. Mindig vidám ember volt, nagyon fog hiányozni nekünk." Jimmy White, hatszoros világbajnoki döntős épp egy Hunter részére rendezett jótékonysági mérkőzésen játszott, amikor megtudta, mi történt: "A bemutató felénél jártam, amikor egy fickó felajánlott 10.000 fontot a jótékonyság részére, majd elmondta, mi történt" - mondta. "Egy tigris volt a snookerasztalnál, de azon kívül nála kedvesebb embert nem találhattál volna. Minden győzelem, vagy vereség után rögtön visszaváltozott Paul Hunter-ré, nagyon nehéz ezt a tulajdonságot elsajátítani. El sem tudom mondani, milyen különleges ember volt."
Ken Doherty, az 1997-es világbajnok elismeréssel adózott Hunter részére 'nagyszerű jellem'-nek nevezve őt: "Ez egy nagyon szomorú nap, nem csupán a snookernek, hanem az egész sportvilágnak" - mondta Doherty. "Egy nagyszerű jellemet, egy bajnokot és egy remek barátot veszítettünk el. Ez egy megrázó veszteség." Hozzátette: "Mindenkit meglepett, amikor a betegségét diagnosztizálták. Mind azt gondoltuk, ilyen fiatalon a kemoterápia után túléli. Szavakkal nem lehet kifejezni, amin most a családjának keresztül kell mennie. Gondolataink és imáink részesei." Willie Thorne szerint "Nagyon színes játékos volt, egy nagyon támadó játékos. Olyan szíve volt, mint egy oroszlánnak. Biztos vagyok benne, hogy a jövőben világbajnok lehetett volna. Nagyon szomorú veszteség, nekünk és a családjának. Mélyen legbelül azt hiszem, mindnyájan azt gondoltuk, le fogja győzni a betegséget. Aztán két, vagy három hónappal ezelőtt rájöttünk, hogy ez valószínűleg sokkal komolyabb, mint gondoltuk." Alex Higgins, kétszeres világbajnok: "Rettenetes hír. Közelről követtem a csatáját. Mindannyian szerettük Pault. Gondolataim most a családjával vannak."
2006. október 12-én, a Premier League Snooker mérkőzéseit megelőzően Jimmy White, Ronnie O’Sullivan, Ken Doherty és Ding Junhui, a mérkőzésvezető Alan Chamberlain, valamint Willie Thorne és Phil Yates kommentátorok rövid csenddel emlékeztek Hunterre, illetve egy rövid videóval tisztelegtek előtte.
Játékostársai, Stephen Hendry, Mark Williams, Jimmy White, Matthew Stevens és Ken Doherty kezdeményezték, hogy a Masters kupát Hunter emlékére nevezzék el.
Paul Huntert Leedsben helyezték örök nyugalomra, 2006. október 19-én. Sok játékos vett részt a szertartáson, közülük legjobb barátja, Matthew Stevens volt az egyik koporsóvivő.
A Paul Hunter Alapítványt halála után hozták létre, hogy hátrányos helyzetű gyermekeknek adjanak lehetőséget sportoláshoz és a társadalmi élethez.

## Karrierje versenyei
| British Open                        | SK                     | SK                     | 1.                     | 2.                    | 2.                    | ED                    | 2.                    | Gy                | ND                | 2.                | NR             |
| Grand Prix/LG Cup                   | SK                     | 1.                     | 4.                     | 2.                    | 5.                    | ND                    | 3.                    | ND                | 3.                | ED                | 1.             |
| UK Championship                     | 2.                     | ND                     | 2.                     | ED                    | 4.                    | 6.                    | 3.                    | 3.                | ND                | 3.                | 3.             |
| Irish Masters                       | nem ranglista verseny  | nem ranglista verseny  | nem ranglista verseny  | nem ranglista verseny | nem ranglista verseny | nem ranglista verseny | nem ranglista verseny | ED                | 2.                | 2.                | NR             |
| Scottish Open                       | SK                     | SK                     | 4.                     | ND                    | 3.                    | ED                    | 2.                    | 4.                | D                 | nem rendeztek     | nem rendeztek  |
| European Open/Irish Open/Málta Kupa | SK                     | SK                     | NR                     | 2.                    | nem rendeztek         | nem rendeztek         | 1.                    | ND                | 2.                | 1.                | 1.             |
| Welsh Open                          | ED                     | SK                     | Gy                     | 2.                    | 3.                    | D                     | Gy                    | ED                | ND                | 2.                | 2.             |
| China Open                          | SK                     | SK                     | 2.                     | 1.                    | 1.                    | ND                    | 2.                    | nem rendeztek     | nem rendeztek     | ND                | 1.             |
| Thailand Masters                    | 1.                     | 1.                     | SK                     | 1.                    | 1.                    | 1.                    | 2.                    | nem rendeztek     | nem rendeztek     | nem rendeztek     | nem rendeztek  |
| Snooker Világbajnokság              | SK                     | SK                     | SK                     | 1.                    | 1.                    | 2.                    | 1.                    | ED                | 2.                | 1.                | 1.             |
| Nem ranglista versenyek             |                        |                        |                        |                       |                       |                       |                       |                   |                   |                   |                |
| The Masters                         | NI                     | SzK                    | nem vett részt         | nem vett részt        | 1.                    | Gy                    | Gy                    | ED                | Gy                | 1.                | 1.             |
| Premier League Snooker              | nem vett részt         | nem vett részt         | nem vett részt         | nem vett részt        | nem vett részt        | nem vett részt        | nem vett részt        | nem vett részt    | CsK               | CsK               | NI             |
| German Open                         | ranglista verseny (SK) | ranglista verseny (SK) | ranglista verseny (SK) | nem rendeztek         | nem rendeztek         | nem rendeztek         | nem rendeztek         | nem rendeztek     | Gy                | nem vett részt    | nem vett részt |
| Irish Masters                       | nem vett részt         | nem vett részt         | nem vett részt         | nem vett részt        | nem vett részt        | nem vett részt        | 1.                    | ranglista verseny | ranglista verseny | ranglista verseny | NR             |
| Scottish Masters                    | nem vett részt         | nem vett részt         | nem vett részt         | 1.                    | nem vett részt        | nem vett részt        | 1.                    | ND                | nem rendeztek     | nem rendeztek     | nem rendeztek  |

| Rövidítések jelentései | Rövidítések jelentései                             | Rövidítések jelentései | Rövidítések jelentései                                                           |
| ---------------------- | -------------------------------------------------- | ---------------------- | -------------------------------------------------------------------------------- |
| NR                     | az adott évben nem rendezték meg a versenyt        | NI                     | nem vett részt a versenyen                                                       |
| Kiz.                   | kizárták a versenyről                              | x.                     | hányadik körben esett ki a versenyen (CsK = csoportkör, SzK = szabadkártyás kör) |
| SK                     | nem jutott a főtáblára, a selejtezők során kiesett | x.                     | hányadik körben esett ki a versenyen (CsK = csoportkör, SzK = szabadkártyás kör) |
| ND                     | a negyeddöntőig jutott                             | ED                     | az elődöntőig jutott                                                             |
| D                      | a döntőig jutott, második helyen végzett           | Gy                     | megnyerte a versenyt                                                             |

## Tornagyőzelmei

### Ranglista versenyek
- Welsh Open - 1998, 2002
- British Open - 2002

### Nem ranglista versenyek
- Masters - 2001, 2002, 2004
- German Open - 2004